# Stefan Goch
Stefan Goch (* 1958) ist ein deutscher Sozialwissenschaftler und Historiker mit regionalem Schwerpunkt Ruhrgebiet.

## Werdegang
Nach einem sozialwissenschaftlichen Studium von 1980 bis 1985 an der Ruhr-Universität Bochum mit einem Abschluss als Diplom-Sozialwissenschaftler promovierte Goch 1987 zum Dr. rer. soc., um anschließend am Lehrstuhl Politische Wissenschaft I der Ruhr-Universität Bochum, an der Fachhochschule Bochum (Fachbereich Wirtschaft im Fach Politologie), für den Verein für Geschichte der Arbeiterbewegung in Gelsenkirchen e.V. und für das Institut für Stadtgeschichte in Gelsenkirchen in Forschung und Lehre tätig zu sein. 1999 habilitierte er sich an der Fakultät für Sozialwissenschaft der Ruhr-Universität Bochum und erhielt die venia legendi für das Fach Regional- und Kommunalpolitik. Von 2000 bis 2006 war er als Privatdozent an der Fakultät für Sozialwissenschaft der Ruhr-Universität Bochum tätig und ist seit 2006 dort apl. Professor. Von 2011 bis Ende 2018 leitete er das Institut für Stadtgeschichte in Gelsenkirchen.
1993, 1997 und 2000 wurde er im 2., 3. und 4. Wettbewerb des Forums Geschichtskultur an Ruhr und Emscher für wissenschaftliche Leistungen ausgezeichnet.
Im Jahr 2016 wurde Goch zum ordentlichen Mitglied der Historischen Kommission für Westfalen gewählt.
Gochs Arbeitsschwerpunkt ist das Ruhrgebiet.
Seit 2018 ist Goch stellvertretender Leiter der Planungsgruppe für das Haus der Geschichte Nordrhein-Westfalen.
Er ist Mitglied der Deutschen Akademie für Fußball-Kultur.

## Schriften (Auswahl)

### Monographien
- Sozialdemokratische Arbeiterbewegung und Arbeiterkultur im Ruhrgebiet, Düsseldorf 1990
- „Mit einer Rückkehr nach hier ist nicht mehr zu rechnen“, Essen 1999
- Eine Region im Kampf mit dem Strukturwandel, Essen 2002
- Im Dschungel des Ruhrgebiets, Essen 2004
- Jüdisches Leben, Essen 2004
- zusammen mit Norbert Silberbach, Zwischen Blau und Weiß liegt Grau. Der FC Schalke 04 in der Zeit des Nationalsozialismus, Essen 2005 (zur Rezension in der Frankfurter Rundschau, 17. Oktober 2005)

### Herausgeberschaften
- zusammen mit Lutz Heidemann, 100 Jahre Bismarck. Ein Stadtteil „mit besonderem Erneuerungsbedarf“. Beiträge zur Geschichte und Gegenwart eines Gelsenkirchener Stadtteils, Gelsenkirchen 2001
- Strukturwandel und Strukturpolitik in Nordrhein-Westfalen, Münster 2004
- Städtische Gesellschaft und Polizei : Beiträge zur Sozialgeschichte der Polizei in Gelsenkirchen, Gelsenkirchen 2005
- zusammen mit Karsten Rudolph, Wandel hat eine Heimat. Nordrhein-Westfalen in Geschichte und Gegenwart, Oberhausen 2009
- zusammen mit Gerd Escher, Buer – Geschichte(n) einer Stadt. Ein starkes Stück Gelsenkirchen, Essen 2014

### Buch- und Zeitschriftenbeiträge
- Der Schalker Verein: Ein Überblick zur Unternehmensgeschichte, in: Brigitte Schneider (Hrsg.), Der Schalker Verein, Arbeit und Leben in Bulmke-Hüllen, Gelsenkirchen 2008, S. 17–49
- Strukturpolitik „made in NRW“, in: Stefan Goch, Karsten Rudolph (Hrsg.), Wandel hat eine Heimat, Nordrhein-Westfalen in Geschichte und Gegenwart, Oberhausen 2009, S. 182–204
- Der Weg zur Einheitsgesellschaft Ruhrkohle AG, in: Michael Farrenkopf, Michael Ganzelewski, Stefan Przigoda, Inga Schnepel, Rainer Slotta (Hrsg.), Glück auf! Ruhrgebiet – Der Steinkohlenbergbau nach 1945, Katalog der Ausstellung des Deutschen Bergbau-Museums Bochum vom 6. Dezember 2009 bis 2. Mai 2010, Bochum 2009, S. 284–302
- Politik für Ruhrkohle und Ruhrrevier - Von der Ruhrkohle AG zum neuen Ruhrgebiet, in: Präsidentin des Landtags Nordrhein-Westfalen (Hrsg.), Kumpel und Kohle, Der Landtag NRW und die Ruhrkohle 1946 bis 2008, Düsseldorf 2009 (Schriften des Landtags Nordrhein-Westfalen, Bd. 19), S. 125–165
- Heldenhafter Widerstand der Ruhr-Arbeiterschaft gegen das NS-Regime!?, in: LWL Industriemuseum – Westfälischen Landesmuseums für Industriekultur (Hrsg.), Die Helden-Maschine – Zur Aktualität und Tradition von Heldenbildern", Dortmund 2010, S. 104–115
- Sinnstiftung durch ein Strukturpolitikprogramm: Die Internationale Bauausstellung Emscher Park, in: Gregor Betz, Ronald Hitzler und Michaela Pfadenhauer (Hrsg.): „Urbane Events“, Wiesbaden 2011, S. 67–84
- Gelsenkirchen: Nicht vergessen: Die Verfolgung und Ermordung der Sinti und Roma in Gelsenkirchen, in: Karola Fings, Ulrich, Friedrich Opfermann (Hrsg.), Zigeunerverfolgung im Rheinland und in Westfalen 1933–1945, Geschichte-Aufarbeitung und Erinnerung, Paderborn 2012, S. 157–162
- Alternativen zum Mitmachen: Nichtangepasste Künstler aus Gelsenkirchen während des Nationalsozialismus, in: Holger Germann, Stefan Goch (Hrsg.), Künstler und Kunst im Nationalsozialismus, Eine Diskussion um die Gelsenkirchener Künstlersiedlung Halfmannshof, Essen 2013 (Schriftenreihe des Instituts für Stadtgeschichte, Beiträge, Bd. 15), S. 79–91